# Bernard Ezi IV van Albret

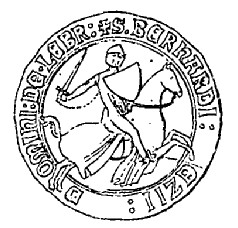
Het zegel van Bernard Ezi IV van Albret.

Bernard Ezi IV van Albret (overleden in 1358) was van 1326 tot aan zijn dood heer van Albret. Hij behoorde tot het huis Albret.

## Levensloop
Bernard Ezi IV was een zoon van heer Amanieu VIII van Albret uit diens huwelijk met Rose van Bourg, vrouwe van Verteuil en Veyres en weduwe van heer Willem IV van Lesparre. In 1326 volgde hij zijn vader op als heer van Albret en werd zo een van de machtigste edelmannen in het hertogdom Gascogne.
In 1330 zond koning Eduard III van Engeland troepen naar Gascogne om te onderhandelen met de edelen. Bernard probeerde tijdens deze onderhandelingen een huwelijk te regelen tussen zijn oudste zoon en erfgenaam Arnold Amanieu en een dochter van Edmund van Woodstock, de hertog van Kent, maar dit mislukte. Niettemin kreeg Bernard verschillende landerijen en geld toegewezen.
In 1337 werd hij samen met Oliver Ingham door Eduard III benoemd tot luitenant van de Engelse koning in Gascogne. Deze functie was vooral militair van aard. Tijdens de Honderdjarige Oorlog toonde hij aan dat hij in Gascogne een van de trouwste aanhangers van de Engelse zaak was. Koning Filips VI van Frankrijk probeerde Bernard Ezi aan zijn zijde te krijgen, onder meer met steekpenningen, waar hij echter niet in slaagde.
In 1351 verloofde Bernard Ezi zijn tweede zoon Bernard met Isabella van Coucy, dochter van koning Eduard III van Engeland. Het huwelijk ging echter nooit door, omdat Isabella nog voor haar vertrek naar Gascogne afhaakte.
Bernard Ezi IV overleed in 1358.

## Huwelijk en nakomelingen
Amanieu huwde met Mathe (overleden in 1364), dochter van graaf Bernard VI van Armagnac. Ze kregen zeker elf kinderen:
- Arnold Amanieu (overleden in 1401), heer van Albret
- Bernard Ezi
- Johanna, huwde met heer Jan van L'Isle-Jourdain
- Jan
- Berard (overleden na 1392)
- Gerard (overleden na 1365)
- Rose, huwde in 1350 met Jan III van Grailly, Captal de Buch
- Souveraine, huwde met Jan van Pommiers, heer van Lescrun
- Margaretha
- Cise
- Geralda, huwde in 1372 met heer Bertrand III de la Mothe